# 船弁慶 (落語)
『船弁慶』（ふなべんけい）は、上方落語の演目。『舟弁慶』とも表記する。
喜六と清八の喜六が妻に隠れて船遊びをしていたところ、妻に見つかって喧嘩になりそこで俄（にわか）の体裁で能の『船弁慶』をもじった寸劇を演じるという内容。落ち（サゲ）につながる「弁慶」の呼び名は、上方の遊里で客の大尽を「判官」（「宝（ほう）」との地口）と呼んだところから、その取り巻きとなる幇間を「弁慶」と呼ぶようになり、のちに原意が廃れて取り巻きを「弁慶」と呼ぶことだけが残ったとされる。東大落語会編『落語事典 増補』は残った意味を「人のおごりで遊ぶ」ことだとする。
宇井無愁は、近松門左衛門の作品で源義経を「大尽」、弁慶を「幇間」として扱ったことがこの言葉の発祥であると記している。

## あらすじ
ある暑い夏の日の夕方、喜六が自宅で仕事をしながら留守番をしていると、友人の清八が現れて、船遊びの誘いにやって来る。清八は「今晩は旦那衆を誘わいで（＝誘わず）、身近な友達ばっかりで行く。年増やけれども、芸者も揚げるさかい、ひとり3円の割り前や」と告げる。喜六は妻・お松に散財がばれてきつく叱られることを恐れ、そのうえ、これまで毎回おごってもらって遊んでいたために、顔なじみの芸者たちに「弁慶はん（＝常にお供をしている、という意味の花柳界における隠語）」と呼ばれて馬鹿にされていたことから、いったんは誘いを断る。清八は「誰かが、おまえの顔見てひと言でも『弁慶』言うたら、俺が割り前払（はろ）たる」と約束する。
そこへ、お松が帰ってくる。喜六は仕事着を外出着に着替えているところをお松に見つかり、外出先について口やかましく詰問される。清八は「喧嘩している友達を仲直りさせるための会をミナミで開く」と嘘をついて、逃げるように二人で出かけて行く。喜六は道中、清八に対し、近所で「スズメのお松」「雷のお松」とあだ名される自身の妻の恐ろしさについて、以下のように語る。
ある日喜六は、イカキを持って焼き豆腐を買ってくるようにお松に命じられたが、間違ってコンニャク（あるいは油揚げとも）を買ってきてしまう。お松の顔色を見て間違いを察した喜六は走って市へ戻り、今度はネブカ（＝ネギ。あるいは大根とも）を買って自宅へ戻る。イカキの中身を見たお松はニタリと笑い、猫なで声で「ああ、ご苦労はん。ちょっとあんさんに話ィあるよって、こっちィおいはなれ（＝来なさい）」と言うなり喜六の胸ぐらをつかみ、室内へ引きずり上げ、服を引きはがしてうつ伏せに押さえつけ、背中に大量の灸をすえはじめる。「人がちょっと甘い顔したらつけ上がりくさって、ド性骨（どしょうぼね）入れ替えてこましたるさかい」「熱い!!」「熱いンなら、こないしたる。こっち来さらせ」お松は、喜六を井戸端へ引きずって行き、冷たい井戸水を頭から喜六に浴びせかける。喜六が「嬶（かか）、堪忍してくれ。冷たいわい」と懇願すると、お松は「冷たいンなら、こないしたる」と言って、ふたたび喜六に灸をすえる。井戸水と灸を何度も繰り返されるうち、喜六はやっと、買い物が焼き豆腐だったことを思い出した（焼き豆腐は、水から引き上げられた豆腐を直火で焼いて作られる）。
以上のことを聞いて驚きあきれた清八は、「おまえ、嫁はんどついた（＝殴った）ことないやろ」と喜六にたずねる。喜六は「わい、カナヅチ振り上げてん。ところがうちの嬶、体当たりしてきよってな、わいが、あお向けにひっくり返ったら、上から馬乗りになって涙こぼしとる。『何も泣かいでも（＝泣かなくても）ええやないか』『ああ、わての水洟（みずばな）だす』。こう言われたら清やん、どつけんもんやなあ」と言ってのろける。
話をしているうちに、ふたりは難波橋の船着き場に着き、通い舟（大きな船にアクセスするための小舟）を経由して、友人や芸者の待つ「川市丸」に乗り込む。割り前を払いたくない喜六は芸者が「弁慶」と言うのを待ち構えるが、清八が先回りして口止めしていたために見込みが外れる。飲み食いするうち、泥酔した喜六は服を脱ぎ、赤いふんどし一丁になる。清八は面白がり、自身も服を脱いで「赤と白の源平踊りや」と、ふたりで座敷を出て船尾で踊り出す。
一方、お松も、夕涼みに近所の友人と連れ立って北浜にやって来る。友人に言われて、お松が大川を見やると、船の上で踊る喜六と清八を見つける。「まあいややの、あれ、うちの人やないか。うそォつきさらしよったな」頭にきたお松は難波橋に駆けて行き、通い舟をつかまえ、川市丸へ向かう。
お松は川市丸の座敷に飛び込み、「あんた。こんなとこで何してなはンねん」と叫ぶなり喜六の顔をひっかく。喜六は驚くが、酒に酔っており、友達の手前もあって、「何さらすんじゃ」と言い返すなり、お松を川の中へ突き落としてしまう。川は腰までの浅さであったため、お松はすぐに立ち上がるが、怒りと恥ずかしさのあまりに気がふれて、流れてきた竹竿を手にし、「そもそもこれは、桓武天皇九代の後胤、平知盛、幽霊なり……」と『船弁慶』の「祈り」の段における知盛の霊を演じはじめる。
周囲が呆然とする中、喜六はシゴキ（＝三尺帯。あるいは手ぬぐいとも）を借り、「その時喜六は少しも騒がず、数珠をさらさらと、押し揉んで」と言いつつ輪にして大きな数珠に見立てて、「東方降三世夜叉明王、南方軍荼利夜叉明王……」と、「祈り」の段の弁慶を演じて応じる。
橋の上に野次馬ができ、騒ぎ始める。「あれ何だすねん」「えらい喧嘩でんな」「弁慶やってんのが幇間（たいこもち）。川ン中ァ立ってンのが仲居でんな。夫婦喧嘩と見せかけて、『船弁慶』の俄（にわか）やってまんねやがな。こら、ほめたらなあきまへんで」「川の中の知盛はんもええけども、船の上の弁慶はんも秀逸秀逸。よう!よう! 船の上の弁慶はん! 弁慶はん!」それを聞いた喜六は、
「何ィ、『弁慶』やと? 今日は、3円（または「3分（ぶ）」）の割り前じゃい!!」

## 題材について
大坂の夏の憩いであった難波橋での夕涼みでは、享保のころから涼み客による俄が始まり、3 - 4人組で周りの客からの要望に応じた出し物を演じていたという。